# Pengalian
Pengalian is een bestuurslaag in het regentschap Kuantan Singingi van de provincie Riau, Indonesië. Pengalian telt 350 inwoners (volkstelling 2010).